# Gérard Pochonet
Gérard Pochonet, surnommé Dave Pochonet,,,, né le 20 mai 1924 à Paris en France et mort le 26 janvier 2000 à New York aux États-Unis, est un chef d'orchestre, journaliste et batteur de jazz français.

## Carrière
Gérard Pochonet naît le 20 mai 1924 à Paris en France,,. Il étudie la batterie avec un professeur privé en 1946 mais il jouait déjà avec des groupes en 1942 alors qu'il était encore au collège. Il joue avec des ensembles professionnels à partir de 1949 et forme son propre ensemble en 1953.
Dans les années 1950, à la tête de ses formations Dave Pochonet All Stars et Dave Pochonet and His Quartet, il accompagne des artistes américains comme le trompettiste Buck Clayton en 1953 et le saxophoniste Lucky Thompson en 1956,. Loren Schoenberg souligne que Lucky Thompson fit « des dizaines d'enregistrements avec le groupe de Pochonet, dont la plupart comportaient du matériel original, arrangé pour des groupes de taille moyenne ».
Gérard Pochonet accompagne par ailleurs en tant que batteur de nombreux artistes de jazz américains de passage en France, comme les saxophonistes Don Byas et Lucky Thompson, le clarinettiste et saxophoniste Albert Nicholas, les pianistes Thelonious Monk, Mary Lou Williams et Hazel Scott ou encore les trompettistes Jonah Jones et Bill Coleman,,,,,,,,.
À la fin du mois de novembre 1953, il rencontre la pianiste américaine Mary Lou Williams, dont il devient l'ami et qui dira de lui qu'il était « the best brush man in Paris » (le meilleur batteur de Paris). En 1955, il entretient avec elle une relation épistolaire, romantique mais à sens unique. Mary Lou Williams réside pendant 6 mois dans la maison de la grand-mère de Pochonet à la campagne, pour se reposer et pour prier.
Gérard Pochonet avait également une activité de journaliste de jazz. Inlassable propagandiste du jazz, il « publia dans Jazz-Hot sous le titre générique de Kings of Skins une série d'articles remarquables consacrés aux grand drummers ». Dans le même magazine, il publia une revue des enregistrements de Sidney Bechet, dont il souligna le « savoureux accent créole lorsqu'il parle français »,.
« Marié à une américaine, Gérard Pochonet est l'un des rares musiciens français à émigrer aux U.S.A. Devenu traducteur à l'O.N.U., il n'abandonna jamais la batterie, la pratiquant en amateur ».
Gérard Pochonet décède le 26 janvier 2000 à New York aux États-Unis,.

## Accueil critique
Dans sa critique de l'album Lucky in Paris du saxophoniste Lucky Thompson, le critique musical Michael G. Nastos du site AllMusic qualifie Gérard Pochonet de « batteur français sous-estimé ».
Loren Schoenberg, de son côté, insiste sur le fait que Gérard Pochonet était un musicien tolérant qui, sur un de ses enregistrements par exemple, laissa Lucky Thompson mettre en avant le percussionniste Gana M'Bow (qui avait joué avec Art Blakey And The Jazz Messengers sur leur album Au Club St. Germain quelques semaines plus tôt) : « C'est tout à l'honneur de Pochonet qu'il ne soit pas intervenu - après tout, combien de batteurs / leaders / producteurs laisseraient un autre batteur figurer sur leur propre disque ? ».

## Discographie sélective

### En tant que co-leader
À la tête de ses formations Dave Pochonet All Stars et Dave Pochonet and His Quartet, il accompagne des artistes américains comme le trompettiste Buck Clayton en 1953 et le saxophoniste Lucky Thompson en 1956, :
| Année | Co-leader      | Album                                       | Label                   |
| ----- | -------------- | ------------------------------------------- | ----------------------- |
| 1953  | Buck Clayton   | Gérard Pochonet All Stars with Buck Clayton |                         |
| 1956  | Lucky Thompson | Lucky Thompson with Dave Pochonet All Stars | Club français du disque |

### En tant que sideman
Dans les années 1950, Gérard Pochonet enregistre en tant que sideman avec de nombreux artistes français et américains :
| Année | Leader                      | Album                                               | Label                                        |
| ----- | --------------------------- | --------------------------------------------------- | -------------------------------------------- |
| 1952  | André Persiani              | André Persiani et son Orchestre                     | Storyville                                   |
| 1953  | Don Byas, Mary Lou Williams | Don Byas Meets The Girls                            | Vogue                                        |
| 1956  | Mary Lou Williams           | Messin' 'Round In Montmartre                        | Storyville                                   |
| 1956  | Lucky Thompson              | Lucky Strikes!                                      | Vogue                                        |
| 1956  | Lucky Thompson,             | Lucky Thompson and Gigi Gryce in Paris / Brown Rose | RCA/Vogue, Xanadu                            |
| 1957  | Sammy Price, Lucky Thompson | Paris Blues                                         | Gitanes Jazz Productions / Universal / Verve |
| 1959  | Lucky Thompson              | Lucky in Paris                                      | High Note                                    |